# Takahashi Shūsō
Takahashi Shūsō (japanisch 高橋 周桑; * 23. Dezember 1900 in Saijō, Präfektur Ehime; † 27. Februar 1964 in Tōkyō) war ein japanischer Nihonga-Maler der Shōwa-Zeit. Sein bürgerlicher Name war Takahashi Chiematsu (高橋 千恵松).

## Leben
Takahashi wurde 1900 in der Präfektur Ehime geboren. Bereits als Jugendlicher kam er durch Abbildungen und Kritiken in Berührung mit den Werken von Hayami Gyoshū, die ihn tief beeindruckten. 1921 zog er nach Tōkyō, um sich Gyoshū als Schüler anzuschließen, und lebte bald auch mit ihm zusammen. 1923 trat er offiziell in dessen Schule ein und wurde einer seiner wenigen unmittelbaren Schüler.
1928 wurde er bei der Inten (Ausstellung des Nihon Bijutsuin) erstmals angenommen, zwei Jahre später erhielt er den Preis des Nihon Bijutsuin und wurde „Freund des Instituts“ (院友, In’yū). Nach Gyoshūs Tod im Jahr 1935 kümmerte er sich um den Nachlass seines Lehrers und verfolgte dessen künstlerisches Erbe weiter, ohne sich anderen Schulen anzuschließen.
1947 erreichte er bei der Inten den Status Mukansa (無鑑査, „ohne Juryprüfung“), verließ jedoch im darauffolgenden Jahr gemeinsam mit Yamamoto Kyūjin, Uemura Shōkō, Yoshioka Kenji, Fukuda Toyoshirō und Akino Fuku das Nihon Bijutsuin, um die Vereinigung Sōzō Bijutsu (創造美術, „Schöpferische Kunst“) zu gründen. Ziel war die Erneuerung der japanischen Malerei in der Nachkriegszeit. 1951 ging diese in der Shinseisaku Kyōkai (新制作協会) auf, der Takahashi bis zu seinem Tod als Mitglied angehörte.
Neben der Malerei gestaltete er auch Bühnenbilder und Kostüme, bevor er 1964 in Tōkyō an Herzversagen starb.

## Werk
Takahashi Shūsōs Bildsprache war stark von der ruhigen und meditativen Ästhetik seines Lehrers Gyoshū geprägt. Gleichwohl überwand er dessen Einfluss und entwickelte eine traumhafte, visionäre Bildwelt, in der Realität und Imagination miteinander verschmolzen. Diese Verbindung von Stille, Innerlichkeit und poetischer Tiefe verleiht seinen Werken eine besondere Eigenständigkeit innerhalb der Nihonga-Tradition.
Zum 60. Todestag des Künstlers präsentierte das Kunstmuseum Ehime 2024 eine Sonderausstellung mit dem Titel „Takahashi Shūsō – Traumähnliche Bilder“.
Bereits 2021 hatte das Hamamatsu City Akino Fuku Museum of Art anlässlich seines 120. Geburtstags die Ausstellung „Takahashi Shūsō – Moderne und Romantik“ gezeigt.